# Ojārs Bērziņš
Ojārs Alekss Bērziņš (Valmiera, 26 gennaio 2001) è un cestista lettone.